# Soyuz T-6
Soyuz T-6 foi a segunda expedição à Salyut 7 e o décimo grupo internacional de cosmonautas no programa Intercosmos, levando ao espaço pela primeira vez um cosmonauta francês.

## Tripulação
| Posição                | Cosmonauta           |
| ---------------------- | -------------------- |
| Comandante             | Vladimir Dzhanibekov |
| Engenheiro de voo      | Alexandr Ivanchenkov |
| Cosmonauta-pesquisador | Jean-Loup Chrétien   |

## Parâmetros da Missão
- Massa: 6850 kg
- Perigeu: 189 km
- Apogeu: 233 km
- Inclinação: 51.7°
- Período: 88.7 minutos

## Pontos altos da missão
A nave sofreu uma falha no computador Argon a 900 metros da Salyut 7. O comandante Vladimir Dzhanibekov tomou o controle manual e acoplou na estação 14 minutos antes do planejado. A habilidade que ele demonstrou contribuiu para ele ser chamado para a missão Soyuz T-13 para resgatar a Salyut 7 em 1985. O lançamento de Chretien marcou o começo da uma nova fase nos voos tripulados da Intercosmos.
Durante a estada do grupo visitante da Soyuz T-6, o grupo Elbrus deu ao visitante francês a "honra" de ejetar a sacola de lixo semanal- satélida da saída de lixo da Salyut 7. No seu diário, Lebedev diz que Chrétien comentou que a Salyut 7 "é simples, não parece impressionante, mas é confiável."